# 陈家传
陈家传（1964年10月15日—），主持名长啸，男，安徽省肥东县人，中国中央电视台主持人。

## 简介
陈家传，出生于安徽省合肥市肥东县，1982年毕业于当时的巢湖地区和县师范学校，其后在肥东任乡村小学教师，1986年调入肥东一中。1987年，陈家传参加合肥市教育系统演讲比赛后调入合肥人民广播电台，成为记者和播音员，1993年调入浙江人民广播电台，在浙江开始使用播音名“长啸”，2001年调到上海电视台体育频道时本想以其本名主持，但九运会期间主持《九运碰碰响》时字幕显示其为“长啸”，2002年开始主持《今日体育快评》时决定“将错就错”沿用“长啸”一名，约2005年调至中国中央电视台中文国际频道主持《体育在线》，2006年进入新闻中心《朝闻天下》节目组，任主持人。后被调动至《新闻30分》。

## 主持节目
- 朝闻天下
- 新闻30分

## 其他
在2013年芦山地震后，陈家传打断雅安市委书记的“套话”，被中国大陆网友称“当官的被打了耳光”。